# Shaanxi Y-9
Shaanxi Y-9 (кит. упр. 运-9, пиньинь Юнь-9) — китайский многоцелевой транспортный самолёт производства Shaanxi Aircraft Corporation. Самолёт разработан как удлинённая версия Shaanxi Y-8F с увеличенной полезной нагрузкой и дальностью полёта.

## Развитие
Проект Y-9 (первоначально известный как проект Y-8X) был запущен в 2001 году с целью разработки и изготовления нового самолёта на замену Y-8, аналогичного Lockheed Martin C-130J. В ходе работ над проектом помощь оказывало КБ Антонова, в частности при испытаниях самолёта в аэродинамической трубе.
Развитие модели Y-9 началось в сентябре 2005 года, но в период между 2007 и 2008 разработка временно остановлена в связи с более высоким приоритетом работ над моделью Y-8GX. Первый полёт Y-9 произошёл 5 ноября 2010 года. В конце ноября 2011 года прототип № 741 был замечен в испытательном центре в Xian-Yanglian.
Летом 2012 года Shaanxi Y-9 был принят на вооружение ВВС КНР.

## Техническое описание
Shaanxi Y-9 оснащён четырьмя турбовинтовыми двигателями WJ-6С с 6-лопастными винтами JL-4. В хвостовой части имеется грузовой пандус. Экипаж состоит из 4 человек: два пилота, бортинженер и бортоператор. Максимальная грузоподъёмность самолёта 25 тонн. Максимальная скорость — 570 км/ч, крейсерская скорость — 550 км/ч. Крейсерская высота полёта — 8000 м, практический потолок — 10100 м.
Грузовой отсек имеет габариты 16,2 м в длину, 3,2 м в ширину и 2,3 м в высоту, также отсек оснащён крепёжными кольцами и погрузочно-разгрузочными роликами. При этом самолёт способен перевозить: до 25  тонн груза, до 98 десантников, девять стандартных 108" x 88" поддонов, восемь 125" × 96" поддонов.

## Сравнение с аналогами
|                                         | Ан-70                            | Airbus A400M             | C-130J-30                    | Shaanxi Y-9                           |
| --------------------------------------- | -------------------------------- | ------------------------ | ---------------------------- | ------------------------------------- |
| Внешний вид                             |                                  |                          |                              |                                       |
| Первый полёт, год                       | 1994                             | 2009                     | 1996                         | 2011                                  |
| Принят на вооружение, год               | 2015                             | 2013                     | 1999                         | 2012                                  |
| Разработчик                             | АНТК «Антонов»                   | Airbus Military          | Lockheed Martin              | Shaanxi Aircraft Corp. АНТК «Антонов» |
| Производитель                           | Серийный завод «Антонов»         | Airbus Military          | Lockheed Martin              | Shaanxi Aircraft Corp.                |
| Размах крыла, м                         | 44,06                            | 42,40                    | 39,7                         | 38,015                                |
| Длина, м                                | 40,73                            | 45,10                    | 34,69                        | 33,109                                |
| Площадь крыла, м²                       | 204,0                            | 221,50                   | 162,1                        | 121.7                                 |
| Вес пустого, т                          | 73,0                             | 76,5                     | 34,3                         | 39,0                                  |
| Грузоподъёмность, т                     | 47,0                             | 37,0                     | 21,8                         | 25,0                                  |
| Габариты грузовой кабины (д × ш × в), м | 22,4 × 4,8 × 4,1                 | 17,7 × 4,0 × 3,8         | 12,2 × 3,1 × 2,7             | 13,5 × 3,5 × 2,6                      |
| Внутреннее топливо, т                   | 38,0                             | 50,5                     | 20,5                         | 23                                    |
| Макс. взлётный вес, т                   | 135,0                            | 141,0                    | 74,4                         | 77,0                                  |
| Макс. скорость, км/ч                    | 780                              | 780                      | 670                          | 650                                   |
| Крейсерская скорость, км/ч              | 700—750                          | 780                      | 640                          | 550—600                               |
| Макс. потолок, м                        | 12 000                           | 11 300                   | 12 300                       | 10 500                                |
| Практическая дальность, км              | 6600 (с грузом 20 т)             | 6400 (с грузом 20 т)     | 3150 (с грузом 16 т)         | 5700                                  |
| Перегоночная дальность, км              | 8000                             | 8700                     | 5250                         | 7800                                  |
| Двигатели                               | 4 × ТВВД «Ивченко-Прогресс» Д-27 | 4 × ТВД Europrop TP400   | 4 × ТВД Rolls-Royce AE2100D3 | 4 × ТВД Wojiang WJ-6C                 |
| Мощность, л. с.                         | 4 × 13 880                       | 4 × 11 000               | 4 × 4700                     | 4 × 4250                              |
| Стоимость                               | 67,0 млн USD (2012 год)          | 145,0 млн EUR (2012 год) | 65 млн USD (2008 год)        | —                                     |

C-130 Hercules и Shaanxi Y-9 (глубокая модернизация Ан-12) по грузоподъёмности и габаритам грузовой кабины, а также по основным ТТХ, аналогичны самолётам класса Ан-12, Ан-178, Ил-214, Transall C-160 и Embraer KC-390.